# Trevor Hoffman
Trevor William Hoffman (nacido el 13 de octubre de 1967) es un ex lanzador estadounidense de béisbol profesional que jugó en las Grandes Ligas desde 1993 a 2010, principalmente con los San Diego Padres. Fue el primer jugador de las mayores en alcanzar los hitos de 500 y 600 salvamentos, y fue el líder de salvamentos de todos los tiempos desde 2006 hasta 2011.
Hoffman fue elegido como miembro del Salón de la Fama en 2018. Actualmente se desempeña como asesor principal de operaciones de béisbol de los Padres.
Hoffman jugó como campocorto colegial en la Universidad de Arizona y fue reclutado en la ronda 11 por los Rojos de Cincinnati. Después de no tener mucho éxito bateando, Hoffman se convirtió en un lanzador, ya que fue capaz de lanzar hasta 95 millas por hora (mph). Los Marlins de Florida lo adquirieron en el draft de expansión de 1992, y lanzó con el equipo hasta que fue transferido a los Padres en medio de la temporada de 1993 en un acuerdo que envió a la estrella Gary Sheffield a los Marlins. Registró 20 salvamentos en 1994 en su primera temporada como cerrador de los Padres, y en los años siguientes, se convirtió en el rostro de la franquicia después de que Tony Gwynn se retirara. Recolectó al menos 30 salvamentos cada año durante los siguientes 14 años, excepto en 2003, cuando se perdió la mayor parte del año recuperándose de una cirugía de hombro. Después de que San Diego no lo volvió a firmar al finalizar la temporada 2008, Hoffman lanzó durante dos años con los Cerveceros de Milwaukee antes de retirarse después de la temporada 2010.
Hoffman fue seleccionado para el Juego de Estrellas siete veces, y dos veces fue el subcampeón del Premio Cy Young de la Liga Nacional (NL), otorgado anualmente al mejor lanzador de la liga. Se retiró con récords de MLB de quince temporadas de 20 salvamentos, catorce temporadas de 30 salvamentos (incluidas ocho consecutivas) y nueve temporadas de 40 salvamentos (incluidas dos rachas de cuatro consecutivas). También se retiró con la tasa de ponches más alta de cualquier relevista. Aunque ingresó a las mayores con una bola rápida poderosa, una lesión después de la temporada de 1994 afectó permanentemente la velocidad de la bola rápida de Hoffman y lo obligó a reinventar su estilo de pitcheo; posteriormente desarrolló uno de los mejores cambios de velocidad en el béisbol. Cada vez que entraba a un juego como local en San Diego, sonaba la canción "Hells Bells" que se hizo popular entre los fanáticos.
Después de retirarse como jugador, Hoffman regresó a los Padres como asistente especial en la oficina principal. En 2014, se convirtió en el coordinador de pitcheo del equipo en sus niveles superiores de ligas menores, lo que incluyó trabajar con el gerente general de los Padres. El año siguiente, su rol se expandió a la supervisión de la instrucción de pitcheo en todos los niveles en las menores.